# اولریش فون بروکدورف-رانتساو
اولریش فون بروکدورف-رانتساو (انگلیسی: Ulrich von Brockdorff-Rantzau؛ ۲۹ مهٔ ۱۸۶۹ – ۸ سپتامبر ۱۹۲۸) یک سیاست‌مدار اهل آلمان بود.